# Pahtavaara (gruva, Finland)
Pahtavaara är en guldgruva i Sodankylä kommun i Lappland i Finland. Gruvan var i drift 1996–2000, 2003–2007 samt 2008–2014 och har därefter legat i malpåse. 
Guldfyndigheten i Pahtavaara upptäcktes av Geologiska forskningscentralen 1985. Den ligger i området kring grönstensbältet i centrala Lappland. Till en början skedde brytning i ett dagbrott och från 2009 i en gruva under mark. Den totala längden av Pahtavaaras underjordiska tunnelnätverk är 35 kilometer. Gruvan har ett anrikningsverk med en kapacitet på över 1.400 ton per dag.
Terra Mining startade gruvverksamheten 1996. Den fortsatte till 2000, då fallet i världsmarknadspriset på guld ledde till att företaget gick i konkurs. Gruvdriften startade igen 2003, efter att guldpriset åter steg och att Scanmining blivit ägare till gruvan. Detta företag gick i konkurs i slutet av 2007 på grund av sin förlustbringande verksamhet vid Blaikengruvan i Sverige.
I april 2008 blev Lappland Goldminers ägare och återupptog brytningen i gruvan. I mars 2014 begärde det svenska moderbolaget sig i konkurs, varefter det finska bolaget Lappland Goldminers Oy gick i konkurs i maj 2014. 
År 2016 löste det kanadensiska mineralprospekteringsföretaget Rupert Resources in gruvan, anrikningsverket och malmprospekteringsrättigheterna. Brytning har inte återupptagits och gruvan ligger (2024) i malpåse.